# Пистолет-пулемёт Коровина

Пистолет-пулемёт Коровина был создан советским конструктором Сергеем Коровиным в начальный период Великой Отечественной войны с целью максимального упрощения и удешевления конструкции. В результате выпуск этого оружия удалось развернуть всего за два дня, оно производилось ограниченными сериями на Тульском оружейном заводе в 1941 году для нужд народного ополчения. Прямо из производственных линий завода пистолеты-пулемёты поставлялось на линию фронта, где успешно применялись вплоть до включения ополченцев в регулярную структуру Красной армии.
Количество выпущенных ППК 1500 штук.

## Конструкция
Система оружия основана на использовании энергии отдачи со свободным затвором, из доступных режимов стрельбы имеется только автоматический. Огонь ведется с открытого затвора. Большинство деталей выполнены штамповкой из листовой стали. Благодаря большой длине ствольной коробки, и, как следствие, большой длине отката затвора, данная система имеет умеренный темп стрельбы, что положительно сказывалось как на расходе патронов в бою, так и на кучности. Предохранитель отсутствовал. Питание патронами осуществлялось из отъемных коробчатых магазинов емкостью 35 патронов, не совместимых с ППШ. Прицельные приспособления: открытый прицел с перекидным целиком, размеченным на 100 и 200 метров.

## История применения
Единственной частью, на вооружение которой стояли пистолеты-пулемёты системы Коровина являлся Тульский рабочий полк. Первый бой ополченцы Тульского рабочего полка приняли в 7 часов 30 минут 30 октября 1941 года, обороняя Рогожинский посёлок. Тогда же состоялось и первое боевое применение пистолетов-пулемётов Коровина.